# Peter Bermel
Peter Bermel (Hamburgo, Alemania, 25 de junio de 1967) es un nadador retirado especializado en pruebas de estilo combinado. Ganó una medalla de bronce en los 200 metros estilos durante el Campeonato Europeo de Natación de 1985.

## Palmarés internacional
| Campeonato Europeo de Natación | Campeonato Europeo de Natación | Campeonato Europeo de Natación | Campeonato Europeo de Natación |
| Año                            | Lugar                          | Medalla                        | Prueba                         |
| ------------------------------ | ------------------------------ | ------------------------------ | ------------------------------ |
| 1985                           | Sofia ( Bulgaria)              | Medalla de bronce              | 200 m estilos                  |